# Олах, Миклош
Миклош О́лах (лат. Nicholas; венг. Oláh Miklós; рум. Nicolae Valahul); 10 января 1493, Сибиу — 15 января 1568, Пожонь (ныне Братислава или Трнава) — венгерский историк, поэт и гуманист волошского происхождения. Государственный и религиозный деятель, архиепископ Эстергома.

## Биография
Потомок валашского княжеского рода. В своём произведении «Hungaria» (1536) написал: «Со времён наших предков и до этих дней в нашей стране две семьи одного происхождения: Даны и Дракулы... Среди них выбирают законных князей с помощью нашего короля (Венгрии) или же с помощью султана Турции».
С 1505 изучал латынь, теологию, риторику, музыку и астрономию в университете Надь Варада (ныне Орадя). Был любим и приближен ко двору короля Венгрии и Богемии Людовика (Лайоша) II, занимал ряд высокопоставленных государственных и церковных должностей. После битвы при Мохаче в 1526 году, в котором погиб король Лайош II, он лично сопровождал в эмиграцию королеву Марию Австрийскую.
В Брюсселе познакомился с Эразмом Роттердамским, с который позже поддерживал активную переписку (до сегодня сохранились 29 писем). После возвращения в венгерское королевство в 1542 году стал советником короля, затем королевским канцлером в 1543. В 1562 занял высшую после короля государственную должность в Венгерском королевстве — палатина Венгрии. С 1553 года был также архиепископом Эстергома. Поддерживал развитие католического и светского образования. В 1566 году основал духовную семинарию в г. Трнава.

## Творчество

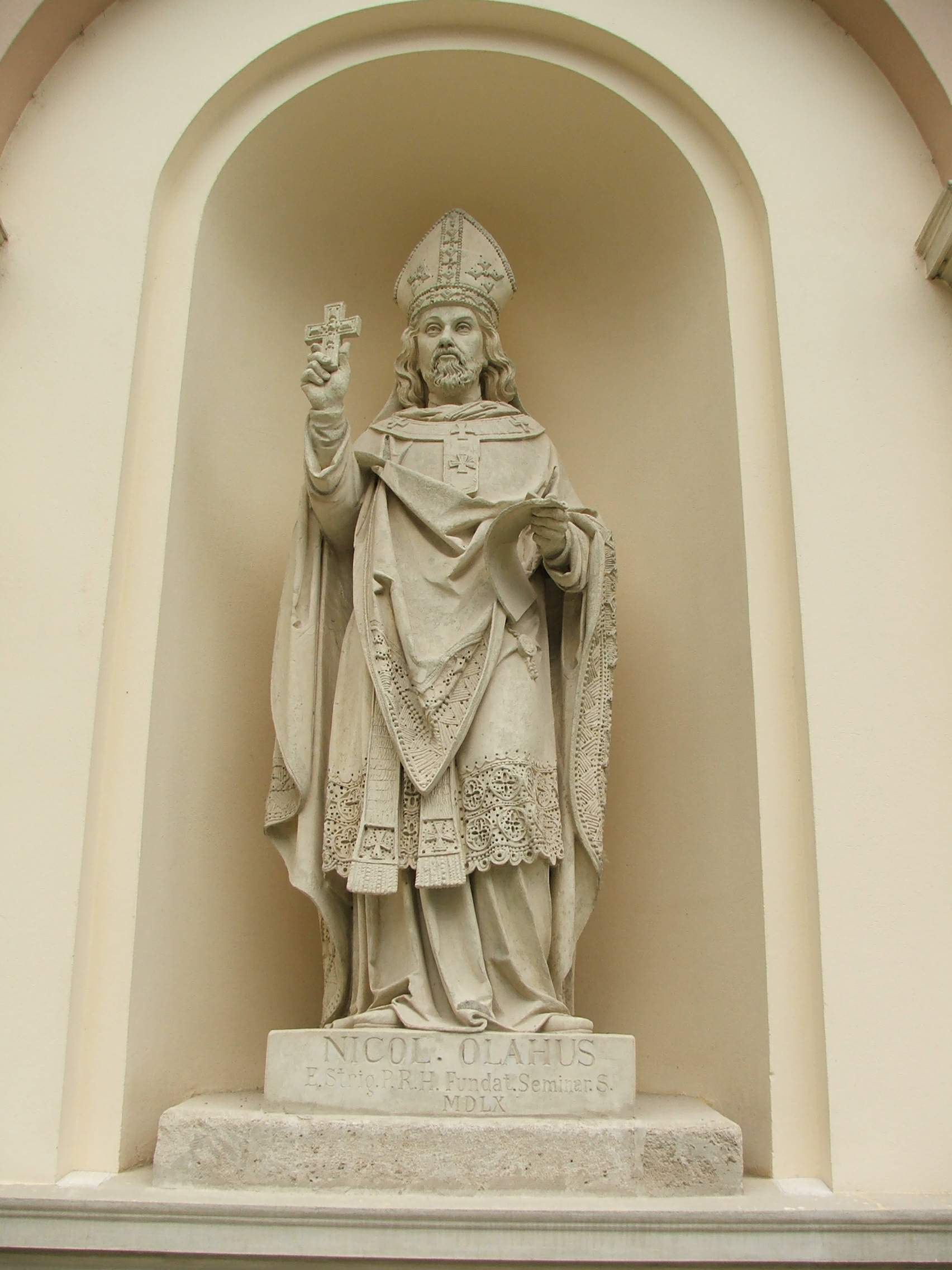
Статуя Миклоша Олаха на фасаде семинарии в Эстергоме

Литературное наследие Миклоша Олаха ограничивается пятью произведениями, написанными на латинском языке. Детальное описание венгерского государства, под название «Hungaria» («Венгрия», завершена в 1536 году) было написано им по просьбе королевы Марии Австрийской. Эта работа пользуется и поныне большой популярностью в научных кругах современной Европы. Историко-географическая и этнографическая монография состоит из 19 глав, из которых 8 посвящены землям, которые ныне являются частью Румынии.
Миклош Олах был первым автором, который утверждал, что народ Валахии происходит от древних римлян. Его теория тогда не нашла последователей среди волошских и молдавских историков. Только около 1642 года летописец Григоре Уреке (вероятно, знакомый с работой Олаха) разработал аналогичную теорию, которая позднее была расширена и дополнена Мироном Костиным и Дмитрием Кантемиром.
Другая работа, под названием «Attila» («Аттила», 1537) была написана «для укрепления сердец и поднятия духа» венгров, после того как они потерпели поражение в войне с Османской империей.